# Kent, Washington
Kent är en stad (city) i King County i delstaten Washington i USA. Staden hade 136 588 invånare, på en yta av 89,14 km² (2020). Den ligger i Seattles storstadsområde.

## Vänorter
Kent har följande vänorter:
- Sunnfjord, Norge
- Tamba, Japan
- Yangzhou, Kina